# Neritos coccineata
Neritos coccineata là một loài bướm đêm thuộc phân họ Arctiinae, họ Erebidae.